# 白鳳頭鸚鵡亞科
是鸚形目鳳頭鸚鵡科下的一個亞科。現下屬4屬16種，模式屬為法國鳥類學家路易·皮埃尔·维埃约於1817年建立完整的鳳頭鸚鵡屬。這個亞科雖然被冠以「白鳳頭鸚鵡亞科」的名稱，但實際上包含了白、灰、粉紅和黑色等羽色的鸚鵡。

## 分類學
本族由英國動物學家喬治·羅伯特·格雷於1837年以亞科層級建立，除了鳳頭鸚鵡，當時還包含了鴞鸚鵡及彼斯奎氏鸚鵡等物種。目前獨立為一個亞科的雞尾鸚鵡在過去的部分研究中被認為應歸類於本亞科下。在一份針對30個粒線體DNA的分子研究中，本亞科的祖先約在中新世中期至晚期的11.4百萬年出現，這時候的澳洲大陸正處於氣候逐漸轉為乾燥而寒冷的時段。
以下為據2012年的分類以及2023年的系統發育分析所建立而成的親緣關係樹：

|                | 黑鳳頭鸚鵡亞科                                                                        |
|                |                                                                                       |
| 白鳳頭鸚鵡亞科 | \| \| 棕櫚鳳頭鸚鵡族 Microglossini \| \| \| \| \| \| 鳳頭鸚鵡族 Cacatuini \| \| \| \| |
| Cacatuinae     | \| \| 棕櫚鳳頭鸚鵡族 Microglossini \| \| \| \| \| \| 鳳頭鸚鵡族 Cacatuini \| \| \| \| |
|                | 棕櫚鳳頭鸚鵡族 Microglossini                                                          |
|                |                                                                                       |
|                | 鳳頭鸚鵡族 Cacatuini                                                                  |
|                |                                                                                       |

|  | 棕櫚鳳頭鸚鵡族 Microglossini |
|  |                              |
|  | 鳳頭鸚鵡族 Cacatuini         |
|  |                              |

## 下屬物種
以下按照世界鳥類學家聯合會之名錄列表，目前共有4屬16種：
- 棕櫚鳳頭鸚鵡族 Microglossini
  - 棕櫚鳳頭鸚鵡屬 Probosciger
    - 棕櫚鳳頭鸚鵡 Probosciger aterrimus
- 凤头鹦鹉族 Cacatuini 
  - 红冠灰凤头鹦鹉属 Callocephalon
    - 红冠灰凤头鹦鹉 Callocephalon fimbriatum

  - 粉红凤头鹦鹉属 Eolophus
    - 粉红凤头鹦鹉 Eolophus roseicapilla

  - 凤头鹦鹉属 Cacatua
    - 长嘴凤头鹦鹉 Cacatua tenuirostris
    - 西长嘴凤头鹦鹉 Cacatua pastinator
    - 小凤头鹦鹉 Cacatua sanguinea
    - 米契兒氏鳳頭鸚鵡 Cacatua leadbeateri
    - 葵花鹦鹉 Cacatua galerita
    - 小葵花鹦鹉 Cacatua sulphurea
    - 橘冠鳳頭鸚鵡 Cacatua citroncristata
    - 蓝眼凤头鹦鹉 Cacatua ophthalmica
    - 橙冠凤头鹦鹉 Cacatua moluccensis
    - 白凤头鹦鹉 Cacatua alba
    - 菲律宾凤头鹦鹉 Cacatua haematuropygia
    - 戈芬氏凤头鹦鹉 Cacatua goffini
    - 杜氏凤头鹦鹉 Cacatua ducorpsii

## 外部連結
- 維基物種上的相關：白鳳頭鸚鵡亞科